# Реповесі (національний парк)
Реповесі (фін. Repoveden kansallispuisto) — національний парк, розміщений в комунах Коувола и Мянтюхарью, Фінляндія. Знаходиться в декількох годинах шляху до північного-сходу від заселених територій Південної Фінляндії, які знаходяться близько до Гельсінкі. До «Реповесі» від Гельсінки приблизно 175 км, від Коуволи — близько 50 км від Міккелі — приблизно 75 км. В перекладі з фінської мови repovesi — «лисяча вода». Площа парку складає 15 кв.км.
Раніше в цій місцевості відбувалася лісозаготівля, але після створення в 2003 році національного парку території були успішно реставровані до стану, близького до першосостану. Унікальний різний ландшафт парку формувалася століттями під дією руху земної кори, ерозії і льодовикового періоду.

## Місця для ночівлі
Для відпочинку і нічлігу підійдуть затишні чуми із шкурами тварин і закритим вогнищем.
Намети
В парку обладнані спеціальні майданчики з вогнищем і біотуалетом, де можна зупинитися з наметом на 1–2 дні. Розміститися можна і в платному кемпінгу Валкъярві (Valkjärvi), призначеним для груп.
Коттеджі та готелі
В околицях парку, а також в містах Коувола і Міккелі розміщені готелі і здаються в оренду коттеджі.

## Місця для відвідування
Серед цікавих місць національного парку «Реповесі» — пагорб Олхаванвуорі (Olhavanvuori), популярне місце для лазання по скалях, а також водяний маршрут Култарейтті (Kultareitti) (Золотий маршрут). В парку можна знайти затоку Куутінлахті (Kuutinlahti), де були відбудовані канали для сплаву лісу, підвісний міст Лапінсалмі (Lapinsalmi) протяжністю 50 метрів і вагою 5 тонн, а також декілька веж для спостережень, серед яких найвища — «вежа Ельвінга» висотою 20 м.
1. Підвісний міст над затокою Лапінсалмі (Lapinsalmi) має 50 м в довжину і розміщений а висота більше 10 м. В 600 м від мосту — пристань для каное і човнів, місця для вогнищ, біотуалети.
2. Вертикальні ходи в гору Катаявуорі (Katajavuori) знаходяться за 1,5 км від парковки Лапінсалмі (Lapinsalmi), на вершині — один з найгарніших видів «Реповесі».
3. Обвал скелі в Куутінлахті (Kuutinlahti), який виник приблизно 9300 років тому, — чудовий пейзаж і унікальна концертний майданчик з прекрасною акустикою.
4. Оглядова вежа Мусталаммінвуорі (Mustalamminvuori), с гори якої видно захоплюючий панорамний вигляд на увесь парк. Підйом на майданчик доволі крутий.
5. Навісна скеля Олхаванвуорі (Olhavanvuori) з наскельними малюнками. З берегу озера Олхаванлампі (Olhavanlampi) можна насолоджуватися захоплюючим виглядом на 50‑метрову навісну скелю і прадавні наскельні малюнки.
6. Ручний пароплав на тязі Кетунлоссі (Ketunlossi) розташований за 600 метрів від парковки Лапінсалмі (Lapinsalmi) та є частиною маршруту «Лисяча стежка».

## Піші маршрути
Більш ніж 40 км піших маршрутів різного рівня складності промарковані на місцевості оранжевими мітками. Стежки можна освоїти самостійно чи за допомогою гіда.
Кільцевий маршрут «Лисяча стежка» (Ketunlenkki)
Протяжність 5 км, час на проходження 3–5 годин. Початок маршруту від парковки в Лапінсалмі (Lapinsalmi). Стежка веде до підвісного мосту, на оглядовому майданчику на горі Катаявуорі (Katajavuori), переправі через протоку Мяякіянсалмі (Määkijänsalmi) на пароплаві з ручною тягою Кетунлоссі (Ketunlossi). Слід враховувати, що пароплав не ходить в зимовий період.
Кільцевий маршрут «Червонодзьоба гагара» (Kaakkurinkierros)
Протяжність 24 км, час на проходження 1–4 дні. Маршрут стартує від будь-якого входу у парк і охоплює всі відомі місця.
Кільцевий маршрут «Ворон» (Korpinkierros)
Протяжність - 4,5 км, час на проходження 3–5 годин. Стежка починається від затоки Кархулахті (Karhulahti), потім проходить через центр парку і біля озера Олхаванлампі (Olhavanlampi). До затоки потрібно добиратися водним транспортом. Шлях пішки від входу в парк до стежки займає декілька кілометрів.

## Заняття
Риболовля
В «Реповесі» десятки «рибних» озер. Ловити рибу вудочкою чи займатися останньою риболовлею тут можна безкоштовно. Для інших видів ловлі необхідна ліцензія, яку можна отримати в центрі відпочинку Orilampi.
Пікніки
В парку обладнані спеціальні майданчики для пікніків та розведення вогнищ з дровами.
Ягоди і гриби
В лісах парку можна вільно збирати чорницю, журавлину та гриби різних видів.
Велопрогулянки
Захоплюючі веломаршрути по горбистій місцевості спеціально позначенні на карті.
Скалолазання
Скелля Олхаванвуори (Olhavanvuori) висотою близько 50 м добре підходять для скалолазання. Тут можна побачити мтарі наскельні малюнки.
Сплави
По багатьох озерах і притоках парку можна рухатися на човнах, байдарках або каное. Від центру відпочинку Orilampi в національний парк відправляються річковий трамвайчик Tuuletar.
Снігоступи
Досліджувати парк взимку зручно на снігоступах.
Ковзани та лижі
Взимку по льоду замерзлих озер можна кататися на ковзанах, а піші маршрути перетворюються в лижні стежки.

## Мешканці і природа парку
На території національного парку знаходяться безліч озер з скелястими берегами. Серед рослин переважають сосни і берези. В парку зустрічаються лисиці, білки-летяги, гніздяться сови, скопи, яструби і рідкі види птахів — близько 10 пар червонодзбобих гагар. Гагару можна побачити в тихих озерах парку, таких як Олхаванлампі (Olhavanlampi). В травні-червні гагари відкладають яйця в гнізда, які плавають на поверхні озера. А літом їх пташенята вже вчаться плавати.

## Зовнішні посилання
Вікісховище має мультимедійні дані за темою: Реповесі (національний парк)
- Outdoors.fi — Repovesi National Park
- Official site
- A gem of nature in southeastern Finland- Repovesi in thisisFINLAND
- Фото отчет из парка Реповеси
- Национальный парк «Реповеси»
- Туристический сайт города Коувола — отдых в национальном парке «Реповеси»

## Правила знаходження у національному парку
Розпалення вогнищ
Розпалення вогнищ в парку дозволяються тільки в спеціально визначених місцях, на турстоянках, де існує загатовлення дрів. В пожеженебезпечний період розведення вогню дозволено тільки в стаціонарних сталих жаровнях/пічок для вогнищ.
Сміття
В парку не прийнято залишати сміття. Горючі відходи можна спалити у вогнищі, харчові відходи викинути в біотуалет, інше сміття — винести до спеціальних контейнерів, розташованих біля входу до парку.
Тварини
В період гніздування червонодзьобих гагар в травні і червні обмежено перемування по озеру Олхаванлампі (Olhavanlampi) і іншим невеликим водойомам. Домашніх тварин в парку можна вигулювати тільки на поводку.
Територія
В західній і північно-західній частинах парку заборона зона Пахкаярві (Pahkajärvi) — стрільбище і майданчик для тренувань солдатів. Її огороджують синьо-білі відмітки, шлагбауми і щити з попередженнями.